# Best & Last (album, Druhá tráva)
Best & Last (2001) je výběrové dvojalbum Roberta Křesťana a Druhé trávy. Vyšlo těsně před rozpuštěním skupiny, ta se s obměněným obsazením znovu zformovala v roce 2004.
První disk obsahuje výběr 17 písní z řadových alb skupiny, druhý disk je zaměřen na živé nahrávky, písničky vzniklé při různých hudebních spolupracích a rarity.

## Seznam písniček

### Disk 1
1. Letní romance – 3:14
2. Smuteční marše – 4:36
3. Praha bolestivosti – 3:09
4. Než zazvoní hrana – 5:55
5. Odpočiň si, Sáro – 4:42
6. Kořeny – 3:07
7. Krvavá Marie – 5:03
8. Za poslední lodí – 4:55
9. Na plese vévodkyně z Richmondu – 4:18
10. Ukolébavka pro mne – 4:11
11. Pohlednice – 4:50
12. Infiela – 6:41
13. Zlá Marléna – 3:37
14. Pověz mi – 2:46
15. Tanečnice – 4:47
16. Noc – 4:25
17. Až si jednou (sundám klišé) – 3:00

### Disk 2
1. Telegrafní cesta (Telegraph Road) – 13:40
2. Křídla – 3:13
3. Vrať se – 5:06
4. Skočná – 5:01
5. Greensleaves – 5:20
6. Wild Horses – 4:48
7. Kdo to obchází můj dům (Who's That Knockin' At My Door) – 3:12
8. Cibola – 2:20
9. The Tree of Leaf and Fire – 4:50
10. Mary Margaret (There's a Light Beyond These Woods) – 4:29
11. Ossian (Holy Wells of Ireland) – 2:53
12. Ossian (instrumentální skladba) – 1:44
13. Prostři mi plátnem (Na Hu O Ho) – 3:56
14. Mama Don't Allow – 3:16
15. Ještě jedno kafe (One More Cup Of Coffee) – 4:58
16. Rock, Salt and Nails – 5:04